# 东弗里斯兰号战列舰
东弗里斯兰号战列舰是德意志帝国海军黑尔戈兰级战列舰的二号舰，以东弗里斯兰地区命名。它于1908年10月在威廉港的帝国船厂进行龙骨架设，1909年9月30日下水，至1911年8月1日投入舰队服役。该舰在六座双联装炮塔中装备有十二门305毫米50倍径速射炮，最高航速为21.2節（39.3每小時）。东弗里斯兰号在服役生涯的大部分时间都隶属于公海舰队的第一战列分舰队，包括第一次世界大战期間。
连同其姊妹舰黑尔戈兰号、奥尔登堡号和图林根号一起，东弗里斯兰号参加了一战期间在北海针对英国大舰队的主要舰队行动，当中包括1916年5月31日至6月1日爆发的日德兰海战，这是战争中最大规模的海战。该舰同样有在波罗的海展开针对俄国海军的行动，于1915年8月首次入侵里加湾时在场。
1918年11月德国战败后，公海舰队大部于和平谈判期间都被扣留至英国斯卡帕湾，然而，四艘黑尔戈兰级舰只却获准留在德国，因而避免了舰队在斯卡帕湾的自沉。它们作为战争赔偿被割让予协约国；其中东弗里斯兰号移交美国海军。1921年7月，该舰最终在弗吉尼亚海岬进行的空中力量演示中作为靶舰遭击沉。

## 建造及装备
东弗里斯兰号战列舰是由德意志帝国海军以“奥尔登堡代舰”（Ersatz Oldenburg）作为合同代号进行订购，以替代老旧的岸防舰奥尔登堡号。建造合同被授予威廉港帝国船厂，生产编号为31。其龙骨自1908年10月19日开始铺设，并在不到一年的时间后、即1909年9月30日下水。在下水仪式上，由东弗里斯兰领袖代表、因豪森与克尼普豪森女亲王主持为舰只命名。舾装工作，包括舰艛的完善和武器装配则一直持续至1911年8月。以德国西北部沿海地区命名的东弗里斯兰号是在1911年8月1日编入公海舰队服役，距离开工尚不足三年，共斥资4,357.9万金马克。
东弗里斯兰号的全长为167.2米，舷宽28.5米，有8.94米的吃水深度，满载排水量达到24,700吨。它由三台四缸直立三胀往复式蒸汽机提供动力，其中每台独立驱动一副四叶螺旋桨；共由15台水管锅炉供应蒸汽。发动机的额定功率为21,000千瓦特（28,000匹馬力），最高速度达21.2節（39.3每小時）。此外，东弗里斯兰号还可贮存3,200吨燃煤，能够以10節（19每小時）的速度续航5,500海里（10,200）。1915年以后，随着锅炉经过煤上喷油改造，该舰还可额外携带最多197吨重油。舰只的船员编制为42名军官及1071名士兵。

东弗里斯兰装备的主炮为分布在六座双联装炮塔中的十二门305毫米50倍径速射炮。其中舰艏、舰艉各一座，两边舷侧各两座。副炮系统则包括十四门安装在炮廓内的150毫米45倍径速射炮和十四门88毫米45倍径速射炮。
1914年后，有两门88毫米炮被移除，并由两门88毫米高射炮取代。此外，舰只还武装有六具500毫米水下鱼雷发射管。东弗里斯兰号的主装甲带在中央堡垒内有300毫米厚，采用克虏伯生产的渗碳装甲。其主炮炮塔在两侧和正面也由相同厚度的渗碳装甲覆盖，覆盖范围还包括支撑炮塔的炮座。东弗里斯兰号的甲板厚度为63.5毫米。

## 服役历史
入役后，东弗里斯兰号进行了海试，并于1911年9月15日完成。海军上校瓦尔特·恩格尔哈特（Walter Engelhardt）担当该舰的首任指挥官。22日，舰只被正式编入公海舰队的第一战列分舰队。然后，它先是进行了舰只的单独训练，其次是跟随第一分舰队训练，以及11月的舰队演习。1912年4月24日，东弗里斯兰号取代威斯特法伦号成为分舰队新的旗舰。通常在7月－8月驶往挪威的年度夏季巡航由于阿加迪尔危机而中断。因此，巡航只是进入了波罗的海。在其后两年的和平时期，东弗里斯兰号和舰队余部一样，都在重复单舰、分舰队、以及全体舰队训练的循环模式。期间东弗里斯兰号还代表第一分舰队赢得了“德皇炮术奖（Kaiserschiesspreis）”。海军上尉弗里德里希·贝泽尔（Friedrich Beesel）是当时舰上的枪炮官，因此负责舰只射击的精确性。
1914年7月14日，驶往挪威的夏季巡航启航。在帝国海军于和平时期的最后一次巡航期间，舰队于7月25日进入挪威峡湾前先在斯卡恩进行了演习。翌日，随着奥匈帝国对塞尔维亚下达最后通牒，舰队被迫返回德国。27日，整支舰队在返回港口前于斯卡恩角集结，并在那里保持高度戒备状态。奥匈帝国与塞尔维亚之间的战争于28日爆发，在一周的时间里，所有的欧洲大国都加入了这场战争。至7月29日，东弗里斯兰号及第一分舰队余部都已返抵威廉港。

### 第一次世界大战
在北海的首次重大海军行动是发生于1914年8月28日的黑尔戈兰湾海战。清晨04:30，驻扎在重兵把守的旺格岛外围的黑尔戈兰号接到命令，要与东弗里斯兰号会合并一同驶出港湾。05:00，两艘战列舰与遭到重创的小巡洋舰女性之赞号和斯德丁号相遇。至07:30，这几艘舰已返抵港口过夜。9月7日下午，东弗里斯兰号又与公海舰队余部展开了一次前往黑尔戈兰岛的训练航行。10月，东弗里斯兰号配备了一对作防空用途的88毫米高射炮。

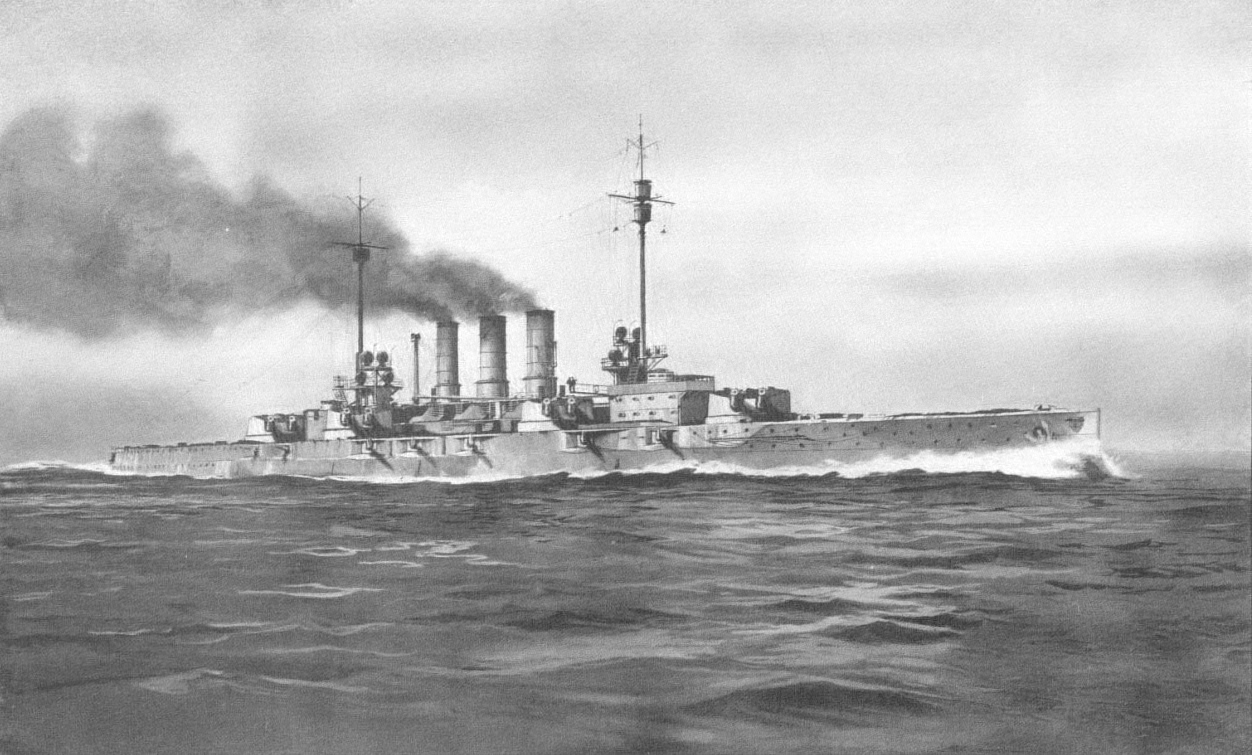
英国绘制的黑尔戈兰级战列舰识别图

东弗里斯兰号参加了公海舰队进入北海的第一次出击，这发生于1914年11月2－3日，然而在行动中没有遇到英国军队。第二次行动随后发生于12月15－16日。这次出击源自公海舰队总司令、海军上将腓特烈·馮·英格諾爾的战略选择：利用海军少将弗朗茲·馮·希佩爾麾下第一侦察集群的大巡洋舰袭扰英国沿岸城镇，以诱使英国大舰队抽调部分兵力迎击，进而被埋伏一旁的公海舰队主力歼灭。12月15日清晨，舰队离开港口突袭斯卡布罗、哈特尔浦及惠特比。当天傍晚，由十二艘无畏舰（包括东弗里斯兰号及其三艘姊妹舰）连同八艘前无畏舰组成的德国战列舰编队，来到距离英国一个孤立分舰队的六艘战列舰约10海里（19）范围内。然而，与对方驱逐舰之间在黑暗中进行的零星冲突使得英格诺尔确信自己面对的是整个大舰队主力。根据德意志皇帝（德皇）威廉二世的命令，为避免不必要的冒险，英格诺尔中断了交战并将舰队撤回德国。
在1915年1月24日发生的多格滩海战中，英国海军中将戴维·贝蒂率领的第1和第2战列巡洋分舰队伏击了德方第一侦察集群的大巡洋舰。东弗里斯兰号及第一战列分舰队余部遂受命出击，以增援寡不敌众的德国大巡洋舰。第一分舰队连同第二分舰队的前无畏舰于欧洲中部时间12:33离开港口。然而为时已晚，它们未能找到任何英军。至19:05，舰队已经返回威廉港外围的希利希。在此期间，大巡洋舰布吕歇尔号因无法抵御英军的密集炮火而被击沉，而塞德利茨号也因弹药库被击穿所引发的大火而严重受损。结果，德皇威廉二世解除了英格诺尔的职务，并于2月2日由海军上将胡戈·冯·波尔接任公海舰队总司令。

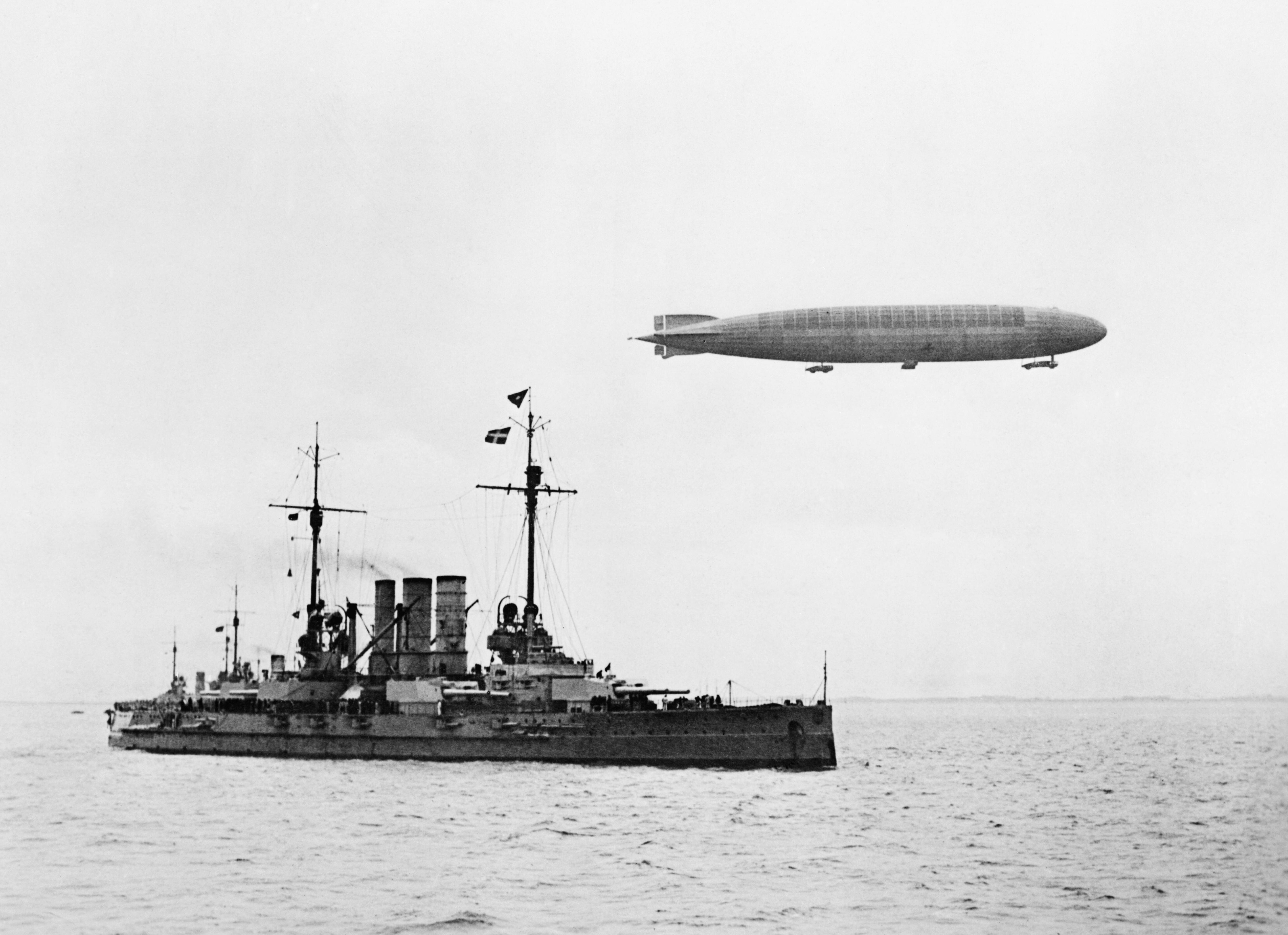
东弗里斯兰号及其上空的齐柏林飞艇（1915年）

第一分舰队的八艘战列舰于1915年2月22日进入波罗的海进行部队训练，并一直持续至3月13日。返回北海后，这些舰只又先后在3月29－30日、4月17－18日、4月21－22日、5月17－18日以及5月29－30日参与了一系列波澜不惊的舰队出击。随后东弗里斯兰号与舰队余部停留在港口，直至8月4日，当第一分舰队重返波罗的海进行另一轮的训练演习。同月，海军上校恩斯特-奥尔德维希·冯·纳茨默（Ernst-Oldwig von Natzmer）取代了恩格尔哈特成为该舰指挥官。分舰队从波罗的海直接加入了一支特遣部队，试图于1915年8月歼灭驻守在里加湾的俄国海军。由希佩尔指挥的这支德国特遣区舰队还包括冯·德·坦恩号、毛奇号和塞德利茨号，几艘小巡洋舰，32艘驱逐舰和13艘扫雷舰。行动计划要求扫荡俄国雷区的通道，以便歼灭包括前无畏舰光荣号在内的俄国海军驻扎力量。然后，德国人会布设自己的雷区，以阻止俄国舰船返回海湾。在整个行动期间，东弗里斯兰号与公海舰队的其它大部分大型舰船都停留在海湾之外。无畏舰拿骚号和波森号于8月16日离队，以掩护扫雷艇并试图摧毁光荣号——尽管它们未能击沉这艘旧战舰。三天后，俄国雷区已被清除完毕，区舰队于8月19日进入海湾，但协约国潜艇在该地区出没的报告则促使德国人于次日从里加湾撤出。至8月26日，第一分舰队返抵威廉港。
在10月23－24日，波尔上将指挥了其任内的最后一次舰队重大进攻行动，然而未能与英军接触。至1916年1月，肝细胞癌的侵袭使他无法继续再履行职责，其公海舰队指挥权被海军上将赖因哈德·舍尔所接替。舍尔提出了一个更具侵略性的政策，旨在与大舰队正面对抗；该策略于2月获得了德皇的批准。舍尔的首个行动是在3月5－7日进入北海的扫荡，随后在3月21－22日和25－26日又再进行了两次。在舍尔的下一项行动期间，东弗里斯兰号受命对1916年4月24日炮击英格兰海岸的第一侦察集群提供支援。第一集群的大巡洋舰群于10:55离开亚德湾，公海舰队余部则在13:40后跟随。在行军途中，大巡洋舰塞德利茨号不慎触雷而被迫返航。其余大巡洋舰则在没有遭遇任何抵抗的情况下炮击了洛斯托夫特，但在接近雅茅斯时则遇到了哈维奇部队的英国巡洋舰。双方遂进行短暂的交火，直至哈里奇部队离开。随后，英国潜艇在该地区出没的报告又促使第一侦察集群撤退。与此同时，舍尔也收到了大舰队从斯卡帕湾基地出动的警告，遂撤回至更为安全的德国水域。

#### 日德兰海战

英国（蓝）及德国（红）舰队在1916年5月31－6月1日的调遣图

东弗里斯兰号作为公海舰队的一份子参加了在1916年5月31日至6月1日爆发的日德兰海战。德国舰队再次试图吸引及牵扯大舰队的一部分，并在英国舰队主力可能报复之前将其摧毁。在行动期间，东弗里斯兰号是第一分舰队第一支队的领头舰、以及全体阵形中的第九艘舰，直接位列舰队旗舰腓特烈大帝号之后和姊妹舰图林根号之前。第一分舰队处于战列线中部，落后于第三战列分舰队的八艘国王级和皇帝级战列舰，而殿后部队则由六艘年迈的前无畏舰组成的第二战列分舰队第三、第四支队担当。东弗里斯兰号由海军中将埃尔哈特·施密特（Erhardt Schmidt）掌旗，他是战斗期间的分舰队司令以及舍尔的副司令。
在16:00前不久，第一侦察集群的大巡洋舰遇到了戴维·贝蒂的第1战列巡洋分舰队，双方随即展开炮战，其中英国的不倦号在17:00过后、以及玛丽皇后号在不足一个半小时后均被摧毁。与此同时，德国的大巡洋舰为了将英国舰只引向公海舰队的主力而向南航行。至17:30，国王号作为领头的德国战列舰，发现己方第一侦察集群和敌方第1战巡分舰队接近。德国大巡洋舰旋即转舵向右、而英国舰只则转舵向左航行。在17:45，舍尔下令向左转舵两点，以便让其舰群靠近英国战列巡洋舰；一分钟后，即17:46，他下达了开火的命令。
当领头的战列舰与英国的战列巡洋舰交战时，东弗里斯兰号和其它十艘战列舰则向英国的第2轻巡洋分舰队开火。其中东弗里斯兰号、皇帝号和拿骚号瞄准的是南安普敦号轻巡洋舰，但只有拿骚号取得命中。约15分钟后，东弗里斯兰号将火力转移至伯明翰号和诺丁汉号，但依旧没有射中目标。在19:15后不久，英国无畏舰厌战号进入东弗里斯兰号的射程，后者遂于19:25以主炮开火，距离在9900米至13700米之间。东弗里斯兰号宣称其第三及第四轮齐射取得命中。在此期间，厌战号共遭到13枚重炮袭击。
至20:15，德国战列线再次面对整个部署完毕的大舰队。舍尔于20:17下令全体转舵180度，并由大巡洋舰和鱼雷艇负责掩护攻击。为了加快调动，施密特命令东弗里斯兰号立即转向，而无需等待其身后的图林根号。调头举动对领头的第三分舰队造成了一些困难，但这些舰只很快便重返它们的战位。至23:30左右，德国舰队完成夜间巡航编队的重组。东弗里斯兰号成为第八艘舰，位居24艘主力舰的前部。一小时后，德国战列线的领航舰只与英国的轻型部队相遇，并就此展开近距离的激烈交火。大约在01:10，装甲巡洋舰黑太子号无意中闯入德舰队形。图林根号以其聚光灯照亮舰只，并以305毫米主炮连续射击该舰。东弗里斯兰号以150毫米副炮开火，而皇帝号则同时以主炮和副炮射击。在不到一分钟的时间里，两次巨大的爆炸将黑太子号炸得粉碎，其857名船员全数丧生。
尽管夜间战斗激烈，公海舰队还是成功突破了英国的驱逐舰群，并于6月1日04:00抵达犄角礁。然而在06:20，东弗里斯兰号的右舷侧却不慎撞上了一枚由英国驱逐舰亚必迭号此前于5月4日布设的水雷。由于爆炸最初被认为是由一艘潜艇发射的鱼雷所引起，该舰被拖出了队形。东弗里斯兰号落在舰队之后以低速航行，并由V3号、V5号以及G11号驱逐舰（短暂的）实施掩护。至10:40，该舰的速度提升至15節（28每小時）。它的反潜护航队其后得到了一架浮筒水上飞机的增援，该飞机于12:20发现了一艘据信属于英国的潜艇。东弗里斯兰号随即转舵离开，这导致因触雷而遭受轻微破坏的防鱼雷舱壁开裂。更多的海水灌入舰体，造成舰体向右倾斜4.75度，进而迫使东弗里斯兰号再次降低速度。该舰于14:20请求泵船提供援助，但至14:45，进水受到控制，同时舰只已然通过了亚德湾外围的灯船。它能够逐渐提速至10節（19每小時），最终于18:15抵达威廉港。经测量，水雷炸开的孔洞有12.2米长和4.9米宽，并导致约500吨海水进入舰体。更甚的水淹发生在12:20、当防鱼雷舱壁开裂后，尽管此时完整的损坏报告尚未出台。东弗里斯兰号在威廉港的旱坞进行维修，一直持续至7月26日。在战斗过程中，东弗里斯兰号共发射了111轮305毫米重炮、101枚150毫米速射炮和1枚88毫米炮。其唯一的损伤是在6月1日清晨触雷，造成1人死亡，10人受伤。

#### 后续行动
1916年8月18日，舍尔上将计划重演日德兰海战，试图利用此时仍然可用的的大巡洋舰毛奇号和冯·德坦恩号在三艘无畏舰的支援下，炮击桑德兰的沿岸城镇，进而引诱和摧毁贝蒂的战列巡洋舰。舰队余部，包括东弗里斯兰号，则会尾随并提供掩护。在接近英国海岸时，舍尔收到了来自齊柏林飛船关于英国部队在该地区的错误报告，进而掉头向北。结果炮击并未实施，至14:35，舍尔又收到了大舰队迫近的警告，他并不愿意在难分伯仲的日德兰海战后仅11周便又与整个大舰队交战，于是下令全体舰队撤回德国港口。
9月25－26日，东弗里斯兰号和第一分舰队余部对正在泰尔斯海灵滩执行扫荡任务的第二鱼雷艇引导队提供支援。舍尔于10月18－20日在多格滩方向则进行了另一次舰队行动。在1917年的大部分时间里，东弗里斯兰号都被派往德意志湾担当警戒值勤。在阿尔比恩行动、即对俄国控制的里加湾岛屿实施两栖攻击期间，东弗里斯兰号及其三艘姊妹舰移动至丹尼斯海峡，以阻止任何英国企图干预的可能。10月28日，4艘舰抵达普茨克湾，并于29日从那里驶至阿伦斯堡。整个行动于11月2日完成，东弗里斯兰号遂连同其姊妹舰返回北海。1918年3月，纳茨默的舰长职务被海军上校汉斯·赫尔（Hans Herr）所取代。最后一次无果的舰队出击发生于1918年4月23－24日。为实施拱顶石行动，东弗里斯兰号、图林根号和拿骚号组成了一支特遣队，计划占领圣彼得堡。这三艘舰于8月10日进入波罗的海，但行动被推迟，并最终取消。特遣队于8月21日解散，而战列舰则于23日返回威廉港。

### 结局
1918年10月下旬，即停战协定签署前两周，东弗里斯兰号及其三艘姊妹舰参加了最终舰队行动。行动的设想是公海舰队的骨干将从威廉港基地出动寻找大舰队决战。为了使德国在和平谈判中取得更好的议价地位，此时的公海舰队司令希佩尔和已升任海军元帅的舍尔意图不惜一切代价重创英国海军——尽管预期会有伤亡。然而，许多厌战的水兵却认为，这次行动将破坏和平进程并会延长战事。1918年10月29日，舰队受命离开威廉港，并在亚德湾锚地集结，计划于次日清晨起航。从10月29日夜晚开始，图林根号的船员首先发动叛变，并迅速蔓延至其它几艘战列舰。这种动荡局面迫使希佩尔和舍尔最终取消了这一行动。当得知情况后，德皇威廉二世悲哀的表示：“我已不再拥有海军”。至12月16日，东弗里斯兰号退役，并被用作宿营船。

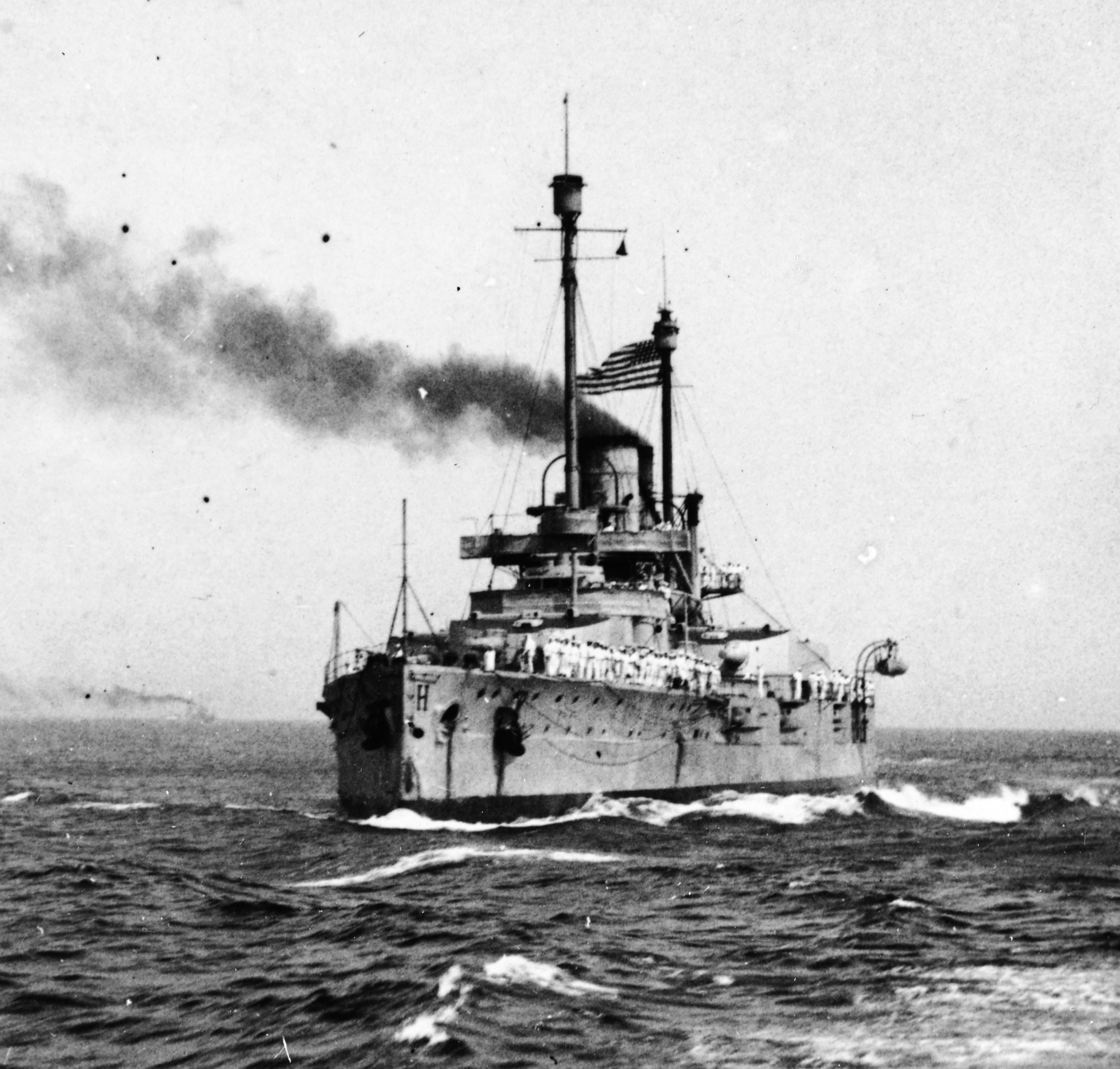
悬挂美国国旗的东弗里斯兰号

随着德国在1918年11月投降，公海舰队的大部分舰只在海军少将路德维希·冯·罗伊特的指挥下，被协约国扣留至斯卡帕湾的英国海军基地。只有最现代化的舰只才会发往扣留，因此四艘黑尔戈兰级舰只得以留在德国。6月21日上午，守备的英国舰队离开斯卡帕湾进行训练演习；罗伊特于11:20下达了全数凿沉己方舰只的命令。在短短数小时内，共有十艘战列舰及五艘大巡洋舰沉没于斯卡帕湾的浅海中。东弗里斯兰号的末任舰长由海军上校卡尔·温德穆勒（Karl Windmüller）担任，任期直至该舰于1919年11月5日从海军序列中除籍。然后，它以“H”为代号，代替已被凿沉的舰只移交协约国支配。舰只留在德国直至1920年4月7日，再由一名德国船员将其带至罗塞斯。它最终作为战争赔偿割让予美国，并由美方船员于4月9日将其送抵美国。
1921年7月，美国陆军航空队和美国海军在陆军少将威廉·米切尔的指挥下，于亨利角进行了一系列的轰炸试验。轰炸的标靶包括已除役的美国及前德国军舰，例如旧战列舰艾奥瓦号、巡洋舰法兰克福号，以及最后于7月20日的东弗里斯兰号。在美国东部时间13:30，装有230磅（100）炸弹的第一波攻击射向静止的东弗里斯兰号。经过舰只核验后，33枚炸弹中有8枚找到了它们的弹印。第二波攻击也装备了230磅（100）炸弹，而第三和第四波则增至600磅（270）。5枚600英磅炸弹找到了其弹印，但仅对舰只的干舷部造成了很小的伤害。然而，近距脱靶的炸弹却对舰体造成了严重的水下破坏，这使得一些海水倒灌并导致向左舷有5度的侧倾、以及在舰艉增加了3英尺的吃水。轰炸计划在下午晚些时候被风暴所打断。
7月21日上午，第五波轰炸开始攻击。在08:52，首架陆军轰炸机投下一枚1,000磅（450）炸弹，另外4架轰炸机随后跟进并取得两次命中。视察员在第五波攻击后再次登上东弗里斯兰号，并指出这次攻击并没有严重损害舰只，而仅是在右舷开创了一个大洞，引起更多的水浸。至中午，舰艉和舰艏再分别下沉5英尺和1英尺。在12:19的下一波攻击中，轰炸机装备了2,000磅（910）的炸弹。共有6枚炸弹被投放，但没有取得任何命中——尽管其中3枚非常接近舰体。12:30，东弗里斯兰号的舰艉开始迅速下沉，而左舷侧倾也大幅增加。至12:40，舰只完全翻身沉没。该系列试验的成果得到广泛宣传，而米切尔亦因此成为了国家英雄及“航空先驱”。
然而，美国海军高层却对米切尔的试验处理方法极为不满；交战规则是由海军制定，但2000英磅的大型炸弹并未受到海军的约束。而米切尔的轰炸团队也不允许海军视察员在轰炸暂停时登舰检查。由陆军上将约翰·潘兴签署的海－陆军联合试验报告在一个月后发表，文中指出“战列舰仍然是舰队的支柱”。米切尔则自行编写了与此对立的试验分析报告，然后透露给媒体。战列舰的沉没引发美国公共领域的巨大争议；米切尔的支持者夸大了试验的意义，谎称东弗里斯兰号是一艘不会沉没的“超级战列舰”，并且（导致）“老水手们失声痛哭……”。参议员威廉·博拉认为，这些试验已表明战列舰是过时的。米切尔在新闻界得到了广泛支持，然而其日益好斗的战术手段最终导致他以违令罪被送上军事法庭，从而迫使他从军队退役。
- 东弗里斯兰号、法兰克福号和其它缴获的德国舰只于弗吉尼亚海岬（1921年7月）
- 东弗里斯兰号在测试前于锚位
- 一枚炸弹命中东弗里斯兰号的左舷舰艏
- 视察组登舰评估损伤
- 舰艉已经下沉，另一枚炸弹在水下爆破
- 东弗里斯兰号由舰艉开始沉没